# ハドリアヌス2世 (ローマ教皇)
ハドリアヌス2世（Hadrianus II, 792年 - 872年12月14日）は、第106代ローマ教皇（在位：867年12月14日 - 872年12月14日）。

## 生涯
出身はローマ。家系は貴族で、司祭や枢機卿を歴任した。867年11月13日に先代のニコラウス1世が死去したため、12月14日に75歳の高齢で教皇に選出された。優柔不断で気弱な一面があり、ニコラウス1世の勝ち取った教皇職の精神的優位性を放棄し、対立教皇のアナスタシウスに教皇の職務を任せるという失敗を犯した。これは、フランク王国のカロリング家とのあいだに不和をまねく原因をつくり、さらにローマ教会の混乱を見て、傘下にあったブルガリア教会もローマ教会を見限ってコンスタンティノポリス総主教の傘下に入ってしまった（ブルガリア正教会）。
ハドリアヌス2世は在位5年で、872年12月14日（11月ともいわれる ）に死去した。80歳であった。
なお、ハドリアヌス2世は、叙階を受ける以前はステファニアという女性と結婚生活を送っていた。